# スーパータイムHOKKAIDO
『FNNスーパータイムHOKKAIDO』（エフエヌエヌ スーパータイムほっかいどう）は、1993年10月1日から1996年3月29日まで北海道文化放送で放送されていた平日夕方のローカルワイドニュース番組である（『FNNスーパータイム』の北海道ローカル扱い）。

## 概要
前番組『uhbスーパータイム』を30分拡大したローカルニュース・情報ワイド番組。
また、それまでは北海道新聞の第一線で活躍する記者と編集委員がメインキャスターを務めていたが、この番組以後uhbのアナウンサーやニュースデスクが進行役を務めるようになった（女性キャスターについては前身番組の段階からuhbのアナウンサーが出演）。
タイトルロゴは「スーパータイム」をややずらして表示していた。これは、「スーパー」の右隣に「HOKKAIDO（赤丸）」のロゴを表示するためだった。
番組構成としては冒頭30分間北海道のニュースや話題を放送した後、18:00にフジテレビ側の『スーパータイム』が始まるところで一旦中締めとなり、全国ニュースに移っていた（18時台の番組構成は『uhbスーパータイム（第1期）』とほほ同じ）。
本番組は1996年3月29日で終了し、翌週4月1日からは従来の『uhbスーパータイム』として放送された。

## 放送時間
- 月曜日 - 金曜日 17:30 - 18:55（日本時間/85分）

## 歴代ニュースキャスター
特記事項がない人物はUHBのアナウンサーか報道記者・ニュースデスクである。

### 平日
- 山田英寿
- 村川亘（北海道新聞編集委員）
- 長谷川園子
- 佐藤正人（「正人」の読みは「まさんど」）
- 武井布見子